# Neo Geo Pocket
Neo Geo Pocket är en bärbar spelenhet tillverkad av det japanska företaget SNK. Den första modellen (Neo Geo Pocket) lanserades 10 oktober 1998 i Japan och hade en svartvit skärm, vilket vid den tidpunkten var helt normalt efter att Nintendos Game Boy hade konkurrerat ut färgmaskiner som Ataris Lynx och Segas Game Gear. Neo Geo Pocket hade dock oturen att lanseras bara en vecka efter att Game Boy Color nådde marknaden. Bara dussinet spel släpptes till den svartvita konsolen.

## Neo Geo Pocket Color
Färgversionen Neo Geo Pocket Color (NGPC) lanserades 19 mars 1999 i Japan. Bortsett från färgskärmen var den nya maskinen identisk med sin föregångare, förutom färgerna på plastskalet. I oktober samma år släpptes NEW Neo Geo Pocket Color, som var något mindre både till pris och storlek.

## Hårdvara
Neo Geo Pocket såldes i en uppsjö olika färger och mönster. Till skillnad från Game Boy hade den kontrollerna på ömse sidor om skärmen. NGP var ensam om att inte använda ett styrkors eller liknande konstruktion, utan använde istället en minimal joystick med mikrobrytare, vilket förde tankarna till SNK:s arkadspel. Systemet drivs av en 16-bitars TLCS-900/H från Toshiba med en Z80 som hjälpprocessor för ljud. Grafikkretsen kan hantera upp till 512 spritar samtidigt, vilket gör den väl lämpad för actionspel där mycket händer på skärmen samtidigt. I enheten finns också ett litet batteriminne, vilket gör att spel inte måste ha inbyggd batteribackup.

## Specifikationer

### Neo Geo Pocket
- Huvudprocessor: Toshiba TLCS-900/H, 16 bitar, högsta klockfrekvens 6,144 MHz
- Ljudprocessor: Z80-kompatibel, klockfrekvens 3,072MHz
- Färger: 8 gråskalor
- Upplösning: 160x152 pixlar
- Spritar: 8x8 pixlar, 3 färger, 512 st.
- Ljud: 3 kanaler fyrkantsvåg, 1 kanal vitt brus
- Lagringsmedium: programkassett
- Strömförsörjning: 2 st. AAA-batterier + 1 st. CR2032 för minnesbackup
- Batteritid: C:a 20 timmar
- Kontakter:
  - Egen 5-stiftskontakt för uppkoppling mot andra NGP eller Segas Dreamcast, ev. trådlös överföringsenhet.
  - Hörlursuttag (stereo)
  - Batterieliminator
- Inbyggd mjukvara: Inställningar, horoskop, alarm, m.m.
- Pris: 7 800 yen

### Neo Geo Pocket Color
（Om inte annat anges som ovan）

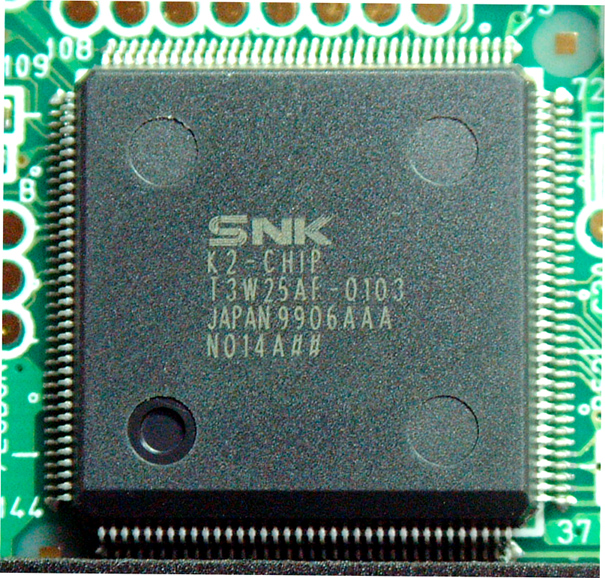
CPU i Neo Geo Pocket Color

- Skärm: Reflekterande TFT, 48x45 mm
- Färger: 146 från en palett à 4 096.
  - Svartvita spel kan visas i fem olika färgskalor
- Strömförsörjning: 2 st. AA-batterier + 1 st. CR2032 för minnesbackup
- Batteritid: C:a 40 timmar
- Vikt: 145 gram (c:a 195 g med batterier)
- Pris: 8 900 yen

## Marknadsposition
Neo Geo Pocket, både med och utan färg, hade svårt att stå sig i konkurrensen med Game Boy, trots att den hårdvarumässigt var överlägsen Nintendos maskin. Få spelutvecklare hade lust att utveckla spel till en konsol med så få användare, och SNK fick därför utveckla en stor del av maskinens spelbibliotek på egen hand, med viss hjälp från närstående företag som Yumekobo, Aruze och Ukiyotei. SNK drog nytta av sin existerande katalog med populära spel från arkadhallarna, främst slagsmålsspel, och producerade bärbara versioner av serier som The King of Fighters, Samurai Shodown och Metal Slug. Detta bidrog till att ge SNK:s konsol en vuxnare profil än Game Boy, som drogs med en barnsligare image.

## Reträtt från marknaden
Efter en bra försäljningsstart i både USA och Japan med 14 lanseringstitlar (ett rekord på den tiden), efterföljande lågt detaljhandelsstöd i USA, bristande kommunikation med tredjepartsutvecklare av SNK:s amerikanska ledning, populariteten för Nintendos Pokémon- serie och förväntan på 32-bitars Game Boy Advance, och stark konkurrens från Bandai's WonderSwan i Japan, ledde till en försäljningsminskning i båda regionerna.
Efter att SNK köpts upp av pachinko-tillverkaren Aruze drogs Neo Geo Pocket in från de europeiska och amerikanska marknaderna och återstående lager fördes tillbaka till Japan för försäljning där. De restlager som fanns kvar köptes upp av driftiga entreprenörer och förpackades om. Eftersom många förpackningar hade hunnit kasseras sålde man ofta paket om en huvudenhet med sex tillhörande spel i en enkel plastförpackning.
Efter SNKs konkurs den 30 oktober 2001 överfördes de immateriella rättigheterna kollektivt till efterträdarföretaget SNK Playmore (senare andra generationens SNK), men utvecklingen av Neo Geo Pocket Color avbröts efter konkursen.